# Dương Văn Phùng
Dương Văn Phùng (sinh năm 1959) là kiểm sát viên Việt Nam. Ông có chức danh Kiểm sát viên Viện kiểm sát nhân dân tối cao. Ông nguyên là Vụ trưởng Vụ thực hành quyền công tố và kiểm sát xét xử hình sự (vụ 7), Viện kiểm sát nhân dân tối cao Việt Nam.

## Tiểu sử
Ngày 8 tháng 1 năm 2007, Vụ Thực hành quyền công tố và kiểm sát điều tra án tham nhũng (Vụ 1B), Viện kiểm sát nhân dân tối cao Việt Nam được thành lập. Dương Văn Phùng, Phó Vụ trưởng Vụ Thực hành quyền công tố và kiểm sát điều tra án hình sự về kinh tế và chức vụ (Vụ 1), VKSND Tối cao, được điều động, bổ nhiệm giữ chức vụ Phó Vụ trưởng Vụ Thực hành quyền công tố và kiểm sát điều tra án tham nhũng, Vụ trưởng là ông Văn Danh Hồng, nguyên Vụ trưởng Vụ 1.
Ngày 4 tháng 11 năm 2013, Dương Văn Phùng, Vụ trưởng vụ 1B, Viện KSND Tối cao đã ký cáo trạng truy tố bị can Dương Chí Dũng (Vinalines), và 9 bị can khác về 2 tội danh “Tham ô tài sản” và “Cố ý làm trái quy định của nhà nước về quản lý kinh tế gây hậu quả nghiêm trọng”.
Ngày 13 tháng 4 năm 2015, Dương Văn Phùng, Vụ trưởng Vụ Thực hành quyền công tố và kiểm sát điều tra án tham nhũng, Viện kiểm sát nhân dân tối cao Việt Nam là một trong số 13 người được Chủ tịch nước Việt Nam Trương Tấn Sang ký Quyết định bổ nhiệm chức danh Kiểm sát viên Viện kiểm sát nhân dân tối cao.
Kể từ ngày 20 tháng 4 năm 2017, Dương Văn Phùng, Kiểm sát viên Viện kiểm sát nhân dân tối cao, Vụ trưởng Vụ thực hành quyền công tố và kiểm sát điều tra án tham nhũng, chức vụ (Vụ 5) được Viện trưởng Viện kiểm sát nhân dân tối cao Việt Nam điều động và bổ nhiệm giữ chức vụ Vụ trưởng Vụ thực hành quyền công tố và kiểm sát xét xử hình sự (vụ 7), Viện kiểm sát nhân dân tối cao Việt Nam.
Ngày 29 tháng 5 năm 2019, ông thôi chức Vụ trưởng Vụ 7.